# جسی باکلی
جسی باکلی (انگلیسی: Jessie Buckley؛ زادهٔ ۲۸ دسامبر ۱۹۸۹) بازیگر اهل جمهوری ایرلند است. از فیلم‌ها یا برنامه‌های تلویزیونی که وی در آن نقش داشته‌است می‌توان به تابو، چرنوبیل، جودی، من به پایان دادن به اوضاع فکر می‌کنم و دختر گم‌شده و فارگو و پیک اشاره کرد.

## فیلم‌شناسی

### فیلم
| سال  | عنوان                               | نقش                 | یادداشت      |
| ---- | ----------------------------------- | ------------------- | ------------ |
| ۲۰۱۱ | به گروه من ملحق شو                  | استلا               | فیلم کوتاه   |
| ۲۰۱۲ | باد مخالف                           | جسی                 | فیلم کوتاه   |
| ۲۰۱۳ | جک و قلب کوکی                       | لونا (صدا)          | نسخهٔ انگلیسی |
| ۲۰۱۷ | چراغ قرمز                           | کلی                 | فیلم کوتاه   |
| ۲۰۱۷ | هیولا                               | مول هانتفورد        |              |
| ۲۰۱۸ | تپ‌اختر                              | کاسا                | فیلم کوتاه   |
| ۲۰۱۸ | رز وحشی                             | رز-لین هارلن        |              |
| ۲۰۱۹ | نبرد در واترلو                      | الن                 | فیلم کوتاه   |
| ۲۰۱۹ | جودی                                | روزالین وایلدر      |              |
| ۲۰۲۰ | دولیتل                              | ملکه ویکتوریا       |              |
| ۲۰۲۰ | پیک                                 | شیلا وین            |              |
| ۲۰۲۰ | بدرفتاری                            | جو رابینسون         |              |
| ۲۰۲۰ | من به پایان دادن به اوضاع فکر می‌کنم | زن جوان             |              |
| ۲۰۲۱ | دختر گمشده                          | لدا کاروسو جوان     |              |
| ۲۰۲۲ | مردان                               | هارپر مارلو         |              |
| ۲۰۲۲ | حرف‌های زنانه                        | ماریشه لوون         |              |
| ۲۰۲۲ | اسکروج: سرود کریسمس                 | ایزابل فزیویگ (صدا) |              |
| ۲۰۲۳ | نامه‌های کوچک شرورانه                | رز گودلینگ          |              |
| ۲۰۲۳ | ناخن                                | آنا                 |              |
| ۲۰۲۵ | عروس!                               | عروس                |              |

### تلویزیون
| سال       | عنوان               | نقش                | یادداشت         |
| --------- | ------------------- | ------------------ | --------------- |
| ۲۰۰۸      | هر کاری انجام می‌دهم | خودش (شرکت‌کننده)   | مقام دوم        |
| ۲۰۱۱–۲۰۱۰ | سایه‌های عشق         | امیلی استرانگ      | ۳ قسمت          |
| ۲۰۱۴      | اندیور              | کیتی باتن          | قسمت: «گنجینه»  |
| ۲۰۱۶      | جنگ و صلح           | ماریا بالکونسکایا  | ۶ قسمت          |
| ۲۰۱۷      | تابو                | لورنا              | ۷ قسمت          |
| ۲۰۱۷      | آخرین پست           | آنر مارتین         | ۶ قسمت          |
| ۲۰۱۸      | زن سفیدپوش          | ماریان هولکمب      | ۵ قسمت          |
| ۲۰۱۹      | چرنوبیل             | لیودمیلا ایگناتنکو | ۵ قسمت          |
| ۲۰۲۰      | فارگو               | اوراتا می‌فلاور     | فصل ۴، ۱۰ قسمت  |
| ۲۰۲۱      | رومئو و ژولیت       | ژولیت              | نمایش تلویزیونی |